# Шмиклавж (Словень Градець)
Шмиклавж (словен. Šmiklavž) — поселення в общині Словень Градець, Регіон Корошка, Словенія. Висота над рівнем моря: 557,6 м.